# Téglás
Téglás − miasto na Węgrzech, w komitacie Hajdú-Bihar, w powiecie Hajdúhadház.

## Miasta partnerskie
- Ludwin
- Fulnek
- Affalterbach
- Tyjhłasz